# Az 1984. évi téli olimpia magyarországi résztvevőinek listája
Az 1984. évi téli olimpiai játékokon a magyar csapat tagjaként 7 férfi és 2 női sportoló vett részt. Az olimpia műsorán szereplő tíz sportág ill. szakág közül négyben indult magyar versenyző. A magyarországi résztvevők száma az egyes sportágakban ill. szakágakban a következő (zárójelben a magyar indulókkal rendezett versenyszámok száma, kiemelve az egyes oszlopokban előforduló legmagasabb érték, vagy értékek):
| Sportág, szakág    | Helyezések száma | Helyezések száma | Helyezések száma | Helyezések száma | Helyezések száma | Helyezések száma | Olimpiai pont | Magyar résztvevő | Magyar résztvevő | Magyar résztvevő |
| Sportág, szakág    | 1.               | 2.               | 3.               | 4.               | 5.               | 6.               | Olimpiai pont | Férfi            | Nő               | Össz.            |
| Alpesisí (2)       | 0                | 0                | 0                | 0                | 0                | 0                | 0             | 1                | 0                | 1                |
| Biatlon (3)        | 0                | 0                | 0                | 0                | 0                | 0                | 0             | 5                | 0                | 5                |
| Gyorskorcsolya (2) | 0                | 0                | 0                | 0                | 0                | 0                | 0             | 0                | 1                | 1                |
| Műkorcsolya (1)    | 0                | 0                | 0                | 0                | 0                | 0                | 0             | 1                | 1                | 2                |
|                    |                  |                  |                  |                  |                  |                  |               |                  |                  |                  |
| Összesen           | 0                | 0                | 0                | 0                | 0                | 0                | 0             | 7                | 2                | 9                |

## ABC-rendi bontás
A következő táblázat ABC-rendben sorolja fel azokat a magyarországi sportolókat, akik az olimpián részt vettek. Lásd még: sportágankénti ill. szakágankénti bontás.
| Ábécé szerinti tartalomjegyzék                                                                           |
| --- |
| A, Á B C Cs D Dz Dzs E, É F G Gy H I, Í J K L Ly M N Ny O, Ó Ö, Ő P Q R S Sz T Ty U, Ú Ü, Ű V W X Y Z Zs |

| Sportoló | Sportág, szakág | Versenyszám | Helyezés (elért eredmény) |

## E
| Engi Klára | műkorcsolya | jégtánc | 16. hely (33,0) |

## H
| Hunyady Emese | gyorskorcsolya | női 500 m  | 19. hely (43,70)   |
| Hunyady Emese | gyorskorcsolya | női 1000 m | 30. hely (1:29,36) |

## K
| Kovács Zsolt | biatlon  | férfi 10 km sprint           | 33. hely (34:23,9 – 1 lövőhiba)   |
| Kovács Zsolt | biatlon  | férfi 20 km egyéni indításos | 45. hely (1:26:18,7 – 7 lövőhiba) |
| Kovács Zsolt | biatlon  | férfi 4 × 7,5 km             | 14. hely (1:48:40,0 – 3 lövőhiba) |
| Kozma Péter  | alpesisí | férfi műlesiklás             | 18. hely (1:54,38)                |
| Kozma Péter  | alpesisí | férfi óriás-műlesiklás       | nem ért célba                     |

## L
| Lihi József | biatlon | férfi 10 km sprint | 58. hely (40:25,0 – 6 lövőhiba) |

## M
| Mayer Gábor | biatlon | férfi 10 km sprint | 37. hely (34:56,3 – 4 lövőhiba)   |
| Mayer Gábor | biatlon | férfi 4 × 7,5 km   | 14. hely (1:48:40,0 – 3 lövőhiba) |

## P
| Palácsik László | biatlon | férfi 20 km egyéni indításos | sérülés miatt feladta             |
| Palácsik László | biatlon | férfi 4 × 7,5 km             | 14. hely (1:48:40,0 – 3 lövőhiba) |

## S
| Spisák János | biatlon | férfi 20 km egyéni indításos | 51. hely (1:28:06,9 – 8 lövőhiba) |
| Spisák János | biatlon | férfi 4 × 7,5 km             | 14. hely (1:48:40,0 – 3 lövőhiba) |

## T
| Tóth Attila | műkorcsolya | jégtánc | 16. hely (33,0) |

## Sportágankénti ill. szakágankénti bontás
A következő táblázat sportáganként sorolja fel azokat a magyarországi sportolókat, akik az olimpián részt vettek. Lásd még: ABC-rendi bontás.
| Alpesisí | Biatlon | Gyorskorcsolya | Műkorcsolya |

| Versenyszám | Sportoló | Helyezés (elért eredmény) |

## Alpesisí
| férfi műlesiklás       | Kozma Péter | 18. hely (1:54,38) |
| férfi óriás-műlesiklás | Kozma Péter | nem ért célba      |

## Biatlon
| férfi 10 km sprint           | Kovács Zsolt    | 33. hely (34:23,9 – 1 lövőhiba)   |
| férfi 10 km sprint           | Lihi József     | 58. hely (40:25,0 – 6 lövőhiba)   |
| férfi 10 km sprint           | Mayer Gábor     | 37. hely (34:56,3 – 4 lövőhiba)   |
| férfi 20 km egyéni indításos | Kovács Zsolt    | 45. hely (1:26:18,7 – 7 lövőhiba) |
| férfi 20 km egyéni indításos | Palácsik László | sérülés miatt feladta             |
| férfi 20 km egyéni indításos | Spisák János    | 51. hely (1:28:06,9 – 8 lövőhiba) |
| férfi 4 × 7,5 km             | Kovács Zsolt    | 14. hely (1:48:40,0 – 3 lövőhiba) |
| férfi 4 × 7,5 km             | Mayer Gábor     | 14. hely (1:48:40,0 – 3 lövőhiba) |
| férfi 4 × 7,5 km             | Palácsik László | 14. hely (1:48:40,0 – 3 lövőhiba) |
| férfi 4 × 7,5 km             | Spisák János    | 14. hely (1:48:40,0 – 3 lövőhiba) |

## Gyorskorcsolya
| női 500 m  | Hunyady Emese | 19. hely (43,70)   |
| női 1000 m | Hunyady Emese | 30. hely (1:29,36) |

## Műkorcsolya
| jégtánc | Engi Klára  | 16. hely (33,0) |
| jégtánc | Tóth Attila | 16. hely (33,0) |